# Kaarnitta
Kaarnitta med Varsanluoto är en ö i Skärgårdshavet i Egentliga Finland. Den ligger i Skärgårdshavet och i kommunen Nådendal, söder om stadens centrum, i den ekonomiska regionen  Åbo ekonomiska region i landskapet Egentliga Finland, i den sydvästra delen av landet. Ön ligger omkring 13 kilometer sydväst om Åbo och omkring 160 kilometer väster om Helsingfors.
Öns area är 42,7 hektar och dess största längd är 1,4 kilometer i öst-västlig riktning. Ön höjer sig omkring 10 meter över havsytan.
Ön är privatägd.

## Sammansmälta delöar
- Kaarnitta 60°22′51″N 22°03′43″Ö / 60.38082°N 22.06187°Ö
- Varsanluoto 60°22′43″N 22°02′51″Ö / 60.37873°N 22.04749°Ö